# Torrens University Australia

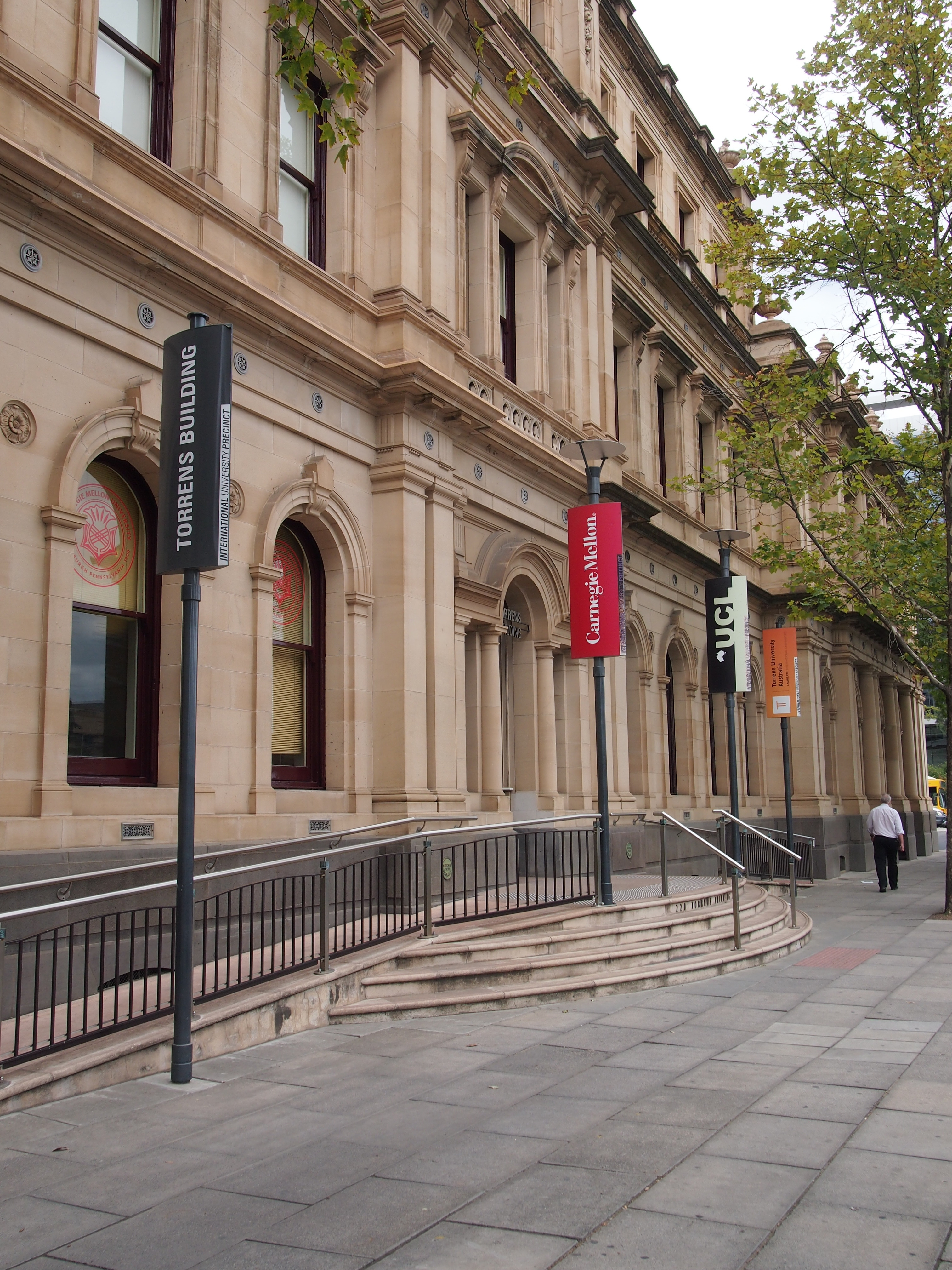
Torrens Building in Victoria Square, Adelaide

Die Torrens University Australia ist eine Privatuniversität mit Niederlassungen in Adelaide (Hauptsitz), Sydney, Melbourne, Brisbane und Leura (alle Australien) sowie in Auckland (Neuseeland). Die Hochschule gehörte zum Netzwerk der Laureate Education und wurde 2020 an das börsennotierte US-Unternehmen Strategic Education Inc. verkauft.

## Schools
- APM College of Business and Communication
- Billy Blue College of Design
- Chifley Business School
- Media Design School
- Real Madrid Graduate School – Universidad Europea
- The Blue Mountains International Hotel Management School (BMIHMS)
- Torrens University Language Centre (TULC)
- William Blue College of Hospitality Management

## Zahlen zu den Studierenden
2020 waren 23.269 Studierende an der Torrens University Australia eingeschrieben. Die noch junge Universität ist in den letzten Jahren schnell gewachsen, wie die Zahlen der Studierenden zeigen (2016: 5.212, 2017: 9.162, 2018: 13.373, 2019: 17.797). 2020 hatten 13.295 davon (57,1 %) noch keinen ersten Abschluss, 7.361 davon waren Bachelorstudenten, 5.934 studierten für einen anderen ersten Abschluss. 9.974 (42,9 %) hatten bereits einen ersten Abschluss und 81 davon arbeiteten in der Forschung.